# 真德秀
真德秀（1178年—1235年），本姓慎，字景元，後改景希，因其出生地而號西山，後世稱西山先生，生於兩浙東路處州龍泉縣西乡五都西山，福建路建寧府浦城縣（今福建省南平市浦城县）人，南宋名臣、儒家學者，屬朱熹理學一派。

## 生平

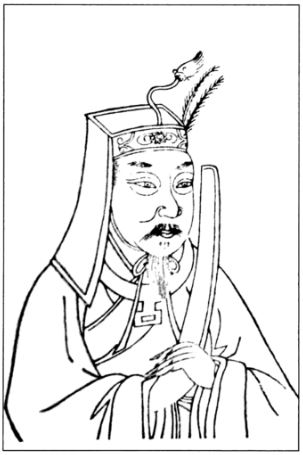
真德秀

真德秀出生于兩浙東路處州龍泉縣西乡五都西山，后迁居福建路建寧府浦城縣。真德秀本姓「慎」，因南宋孝宗赵昚（「慎」古字）讳「慎」改姓「真」。
四歲，開始讀書，过目成诵。十五歲，父逝，其母吴氏力贫教之。同郡杨圭让他与自己的孩子一起学习，又把女兒許配給他。後來又师于朱熹弟子詹体仁。
宋寧宗慶元五年（1199年），真德秀登進士。
開禧元年（1205年），中博學宏詞科。
嘉定元年（1208年），升任太學博士，侍奉經筵。後因與史彌遠對金和戰的立場產生矛盾，遂力請去。
嘉定十五年（1222年），真任湖南安撫使兼知潭州，他立有《西山政训》，以四事与同事共勉。
宋理宗寶慶元年（1225年），真德秀被召回，任中書舍人，後升任禮部侍郎，負責領導學士院，但不久後仍然因為不能容於史彌遠而去職。
紹定五年（1232年），史彌遠失勢，真德秀被重新起用，先後在泉州、福州任知州。担任泉州知州期间，真德秀两次指挥部下击败来犯的海盗（1218年的王子清、赵希却船队和1232年的周旺一船队）。
傳說泉州大旱時，真德秀向安溪縣的守護神清水祖師求雨，果然立刻下起大雨，真德秀為感謝神威，於是在祖師廟「真人」之匾額之上，添上一個「真」字，成為「真真人」，其意為誇獎清水祖師是「真人」之中的「真人」。
端平元年（1234年），史升任戶部尚書，真德秀被改任翰林學士知制誥，宗端平二年（1235年）任參知政事，時已得疾，不久因病辭職，同年五月初十日午時逝世，諡文忠。
一般以為真德秀是程朱理学的继承者。陈衍锟说：“闽学之倡也始于龟山，其盛也集于朱子，其末也振于西山。”全祖望也說：“乾淳诸老之后，百口交推，以为正学大宗者，莫如西山。”但有學者以為還接受了陸九淵之說。
真德秀的著作有《西山甲乙稿》、《大學衍義》、《西山先生真文忠公文集》等書，不止於此，真德秀也是宋朝著名的詩詞作家。真德秀第十九代孙真采编有《西山年谱》。

## 歲幣之議

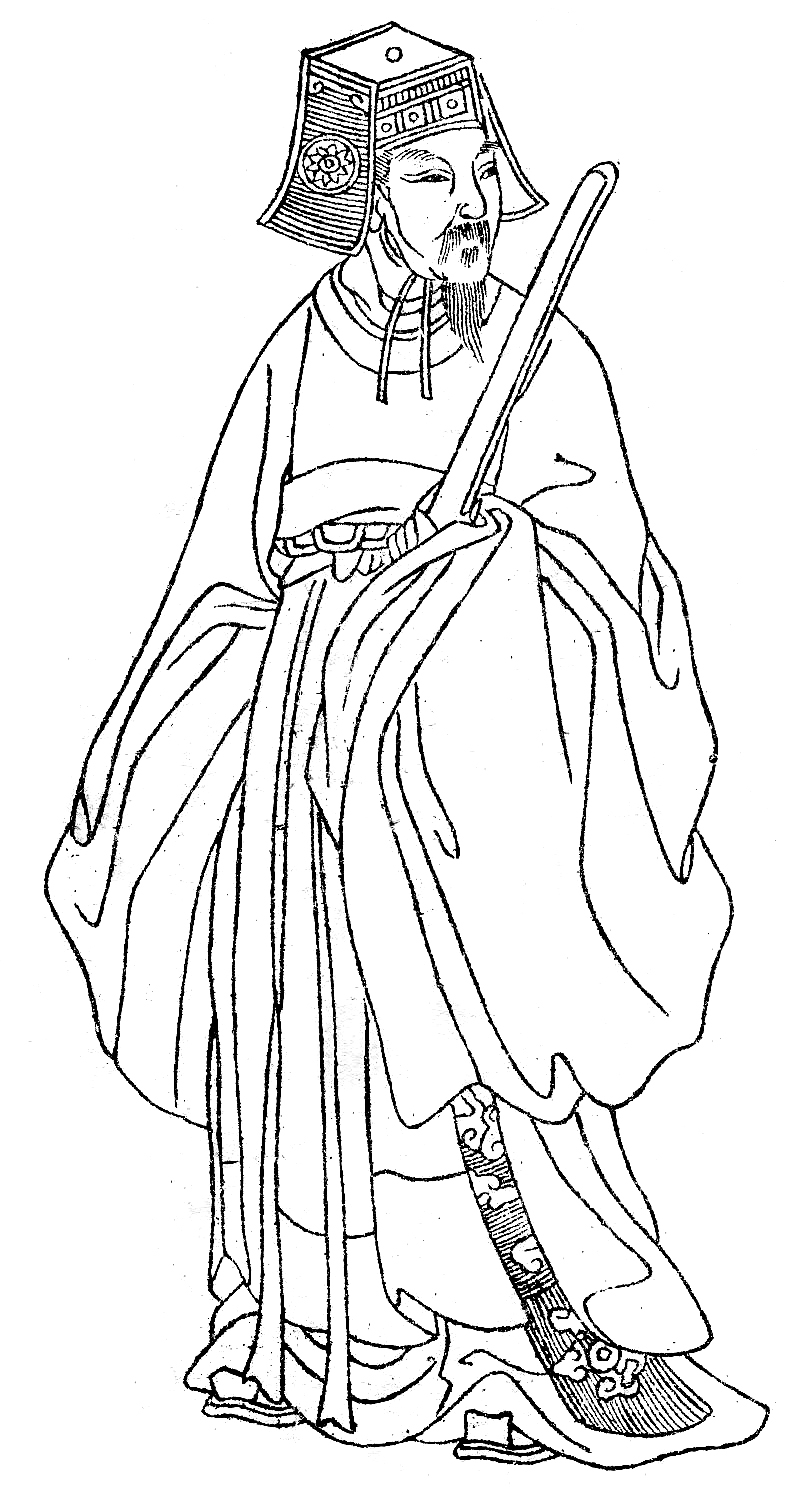
真德秀像，选自上官周《晚笑堂画传》

宋寧宗開禧二年五月（1206年，金章宗泰和六年），主戰派的韓侂冑對金發動戰爭，史稱開禧北伐，結果為金人所敗。史彌遠為首的主和派因此興起，南宋最後以「伯姪關係、歲幣增為銀絹各30萬、疆界如舊」與金訂立嘉定和議（1208年，寧宗嘉定元年）。嘉定七年（1214年，金宣宗貞祐二年）七月，金人遣使告知遷都汴京一事後，南宋興起反對輸納歲幣的言論。其中，真德秀在同年七月、十一月提出罷歲幣、北伐的主張，使得主戰言論獲得支持。

### 真德秀立場的轉變

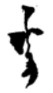
真德秀的花押

關於真德秀在嘉定年間歲幣爭議的立場，過去對此多注意於真德秀反對求和、罷歲幣，但真德秀在嘉定六年（1213年）對金的態度仍是支援金朝，以抗衡蒙古。當時真德秀奉命出使金國，並藉此研究形勢，提出與蒙古交涉是最難處理的狀態。而在得知金人南遷至汴京後，南宋反對輸納歲幣意見興起，真德秀原本「因而撫柔，尚易為力」的立場，轉變為罷歲幣，支持主戰、北伐。